# Volodymyr Sosjura
Volodymyr Mykolajovyč Sosjura (in ucraino Володимир Миколайович Сосюра?; Debal'ceve, 6 gennaio 1898 – Kiev, 8 gennaio 1965) è stato un poeta ucraino.

## Biografia
Iniziò a lavorare nel 1909 presso la fabbrica di soda Donets (oggi nota come Lisichansk Soda Company) a Verkhnee (oggi parte di Lysyčans'k), dove lavorò per un paio d'anni. Tra il 1914 e il 1918 studiò in una scuola agricola (uchilische) a Yama (oggi Sivers'k). Nel 1918 fece parte del gruppo di lavoratori insorti della fabbrica di soda Donets.
Sosiura combatté nell'esercito popolare ucraino di Symon Petljura (il 3° reggimento Haidamaka che era di stanza a Bachmut) per circa un anno (dall'inverno del 1918 fino all'autunno del 1919), prima di essere fatto prigioniero dall'esercito volontario di Denikin . Fu condannato a morte tramite fucilazione, ma sopravvisse perché la ferita si rivelò non mortale e riuscì a fuggire. In seguito, dopo la sconfitta dell'UPR, si unì all'Armata Rossa.

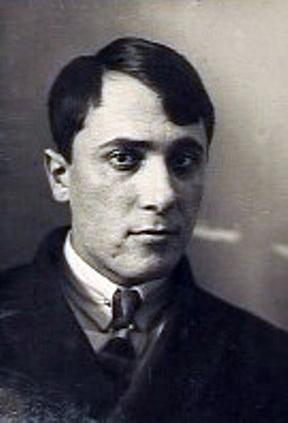
Sosiura negli anni '20

Dopo la fine della guerra civile russa in Ucraina, studiò all'Università comunista Artem di Charkiv (1922-1923) e alla facoltà operaia dell'Istituto di istruzione pubblica nella stessa città (1923-1925). Fece parte di diverse organizzazioni letterarie ucraine: Pluh, Hart, VAPLITE e l'Associazione panucraina degli scrittori proletari.
Negli anni '20 e '30 Sosiura divenne molto popolare in patria, ma la sua lealtà ideologica era divisa tra sentimenti patriottici per l'Ucraina e quelli per l' Unione Sovietica, e le sue ideologie erano in continua evoluzione. Sebbene fosse stato a lungo membro del partito comunista ucraino, si trovò spesso in conflitto con esso e fu espulso due volte per "accenni nazionalistici", e fu addirittura costretto a sottoporsi a un periodo di "rieducazione" in una fabbrica nel 1930-1931. Ciò portò alla non pubblicazione di molte poesie di Sosiura.
Nel 1948 gli fu conferito il massimo riconoscimento del Premio Stalin, ma in seguito fu duramente criticato per la sua poesia intitolata Ama l'Ucraina, che fu considerata troppo nazionalista nel suo tono da diversi media sovietici, tra cui la Pravda. In seguito, la moglie venne arrestata e trascorse sei anni nelle prigioni dell'NKVD. Nel 1963 vinse il Premio Ševčenko per Rondini al sole e Felicità di una famiglia operaia.

## Opere
Le sue opere comprendono numerose poesie che spaziano dal genere patriottico a poesie d'amore come Ama l'Ucraina, La tarda estate, A Maria, Stalin e molte altre.

## Omaggi

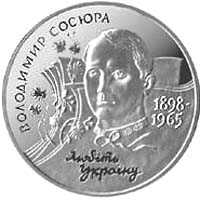
Ritratto di Sosiura su una moneta da due grivne

Il suo ritratto e il titolo della sua poesia Ama l'Ucraina (in ucraino Любіть Україну?) sono raffigurati su una moneta da collezione da due grivne.
La compositrice Yudif Grigorevna Rozhavskaya ha utilizzato testi di Sosiura per le sue canzoni.